# Jerry Leiber e Mike Stoller
Jerome "Jerry" Leiber (Baltimore, 25 de abril de 1933 - Los Angeles, 22 de agosto de 2011) e Mike Stoller (13 de março de 1933 - Long Island - Nova Iorque) formaram a famosíssima dupla de compositores "Leiber e Stoller", uma das principais da história do rock. Compuseram vários clássicos de Elvis Presley, entre eles: "Bossa Nova Baby", "Don't", "Hound Dog", "Jailhouse Rock", "Love Me", "Loving You", "She's Not You" (com Doc Pomus), "Treat Me Nice" e "Trouble", entre outras menos conhecidas.
Jerry Leiber foi um dos maiores compositores de rock das décadas de 1950 e 1960 e Tanto Leiber como Stoller foram indicados para o Hall da Fama dos Compositores em 1985 e no Rock and Roll Hall of Fame em 1987.